# Druga punska vojna
Druga punska vojna (tudi Vojna proti Hanibalu, kot so jo imenovali Rimljani) je druga izmed treh glavnih punskih vojn med ciprsko-feničansko kolonijo Kartagino in Rimom. Potekala je med letoma 218 in 202 pr. n. št. in vključevala bojevnike iz Mediterana.
Hanibal, najslavnejši kartažanski vojskovodja, je pozimi med letoma 219 in 218 pr. n. št. z ogromno vojsko, ki je štela okoli 50.000 pešakov, 9.000 konjenikov in 37 slonov, odšel iz Španije in preko Pirenejev, južne Francije in zasneženih Alp vdrl v Padsko nižino. V prvih spopadih na severu Apeninskega polotoka je premagal Rimljane.
Bitka pri Kanah (216 pr. n. št.) je v jugovzhodnem delu Italije Rimljanom prinesla najhujši poraz v dotedanji zgodovini. Kartažani so pod Hanibalovim vodstvom popolnoma uničili rimsko vojsko. Posledice tega poraza so v Rimu čutii z izgubo zaveznikov, le italska plemena v srednji Italiji in večina grških zavezniških mest jim je ostala zvesta. Kartažani so tedaj zamudili priložnost za napad na Rim, saj so Rimljani brezglavo vpili: »Hanibal je pred vrati!«.
Rimljani so za nadaljevanje pripravili načrt, s katerim so skušali Hanibala odrezati od njegovih zvez z zunanjim svetom. Bojišče so odprli v južni Španiji in na Siciliji. Pod vodstvom Publija Kornelija Scipiona so se izkrcali v Severni Afriki. Hanibala so prisilili, da je prišel na pomoč ogroženemu domačemu mestu in s tem zapustil Italijo.
Leta 202 pr. n. št. je bila odločilna bitka pri Zami, v kateri je Scipion, imenovan tudi Afriški, porazil Hanibala in dosegel sklenitev miru pod rimskimi pogoji: Španija je postala rimska provinca, Kartažani so morali plačati vojno odškodnino in izročiti Rimljanom ladjevje in posesti v zahodnem Sredozemlju. Moč Kartagine je bila dokončno omajana, rimska pa je rasla.

## Primarni viri
Najbolj zanesljiv vir za drugo punsko vojno je zgodovinar Polibij, (ok. 200 – ok. 118 pr. n. št.) starogrški talec, poslan v Rim leta 167 pr. n. št. kot talec. Najbolj je znan po delu Zgodovine, napisanem nekje po letu 146 pr. n. št. Polibijevo delo velja za na splošno objektivno in večinoma nevtralno med kartažanskimi in rimskimi stališči . Polibij je bil analitični zgodovinar in je, kjer koli je bilo mogoče, intervjuval udeležence z obeh strani v dogodki, o katerih je pisal. Sodobni zgodovinarji menijo, da je Polibij s sorodniki Scipiona Aemiliana, svojega zavetnika in prijatelja, obravnaval pretirano ugodno, vendar se vsi strinjajo, da njegovo poročilo večinoma sprejmejo dobesedno. Sodobni zgodovinar Andrew Curry meni, da je bil Polibij "dokaj zanesljiv"; Craige B. Champion ga opisuje kot "izjemno dobro obveščenega, marljivega in pronicljivega" zgodovinar".
Velik del Polibijevega poročila o drugi punski vojni po letu 216 pr. n. št. manjka ali pa obstaja le v fragmentirani obliki. Posledično je glavni vir za večji del vojne delo, ki ga je napisal rimski zgodovinar Livij. To delo pogosto uporabljajo sodobni zgodovinarji, kjer Polibijevo poročilo ni ohranjeno. Livij se je močno zanašal na Polibija, vendar je pisal bolj strukturirano, z več podrobnostmi o rimski politiki; bil je tudi odkrito prorimski. Njegova poročila o vojaških spopadih so pogosto dokazljivo netočna; klasicist Adrian Goldsworthy pravi, da je Livijeva »zanesljivost pogosto sumljiva«,, zgodovinar Phillip Sabin pa se sklicuje na Livijevo »vojaško nevednost«.
Obstajajo tudi druge, poznejše antične zgodovine vojne, čeprav pogosto v fragmentarni ali povzetni obliki. Sodobni zgodovinarji običajno upoštevajo spise Diodorja Sicilskega in Kasija Diona, dveh grških avtorjev, ki sta pisala v času Grčije v rimskem obdobju doba; John Lazenby jih opisuje kot "očitno precej slabše" od Livija, vendar je iz njihovih besedil mogoče najti nekaj Polibijevih fragmentov. Grški moralist Plutarh je v svojih Vzporednih življenjepisih napisal več biografij rimskih poveljnikov. Drugi viri vključujejo kovance, napise, arheološke dokaze in empirične dokaze iz rekonstrukcij.

## Nasprotujoče si sile
Večina moških rimskih državljanov je bila vojaško zavezana in so služili kot pehota, bogatejši vitezi (equites) pa so zagotavljali konjenico. Tradicionalno so Rimljani v vojni zbrali štiri legije, vsako z 4.200 pešaki in 300 konjeniki. Približno 1.200 pehotnih mož, revnejših ali mlajših moških, ki si niso mogli privoščiti oklepa in opreme standardnega legionarja, je služilo kot z kopjem oborožena lahka pehota, znani kot veliti. Nosili so več kopij, ki so jih metali od daleč, kratek meč in ščit velikosti 90-centimetrov . Ostali so bili opremljeni kot težka pehota, z oklepom, velikim ščitom in kratkimi meči za vbode. Razdeljeni so bili v tri vrste: prva vrsta hastati je tako nosila dve kopji, druga princepsi in tretja vrsta triariji pa sta bili opremljeni s sulico hasta. Legionarski manipli in posamezni legionarji so se borili v relativno odprtem redu. Dolgoletni rimski postopek je bil, da so vsako leto izvolili dva moža za višja magistrata, znana kot konzula, ki sta v vojnem času vodila vsak svojo vojsko. Vojska je bila običajno oblikovana z združitvijo dveh rimskih legij z podobno velikima in opremljenima parom legij, ki so jih zagotovili njihovi latinski zavezniki (Socii). Te legije so običajno imele večjo konjenico kot rimske. 
Kartažanski državljani so služili v svoji vojski le, če je obstajala neposredna grožnja mestu.  Borili so se kot kot dobro oklepljena težka pehota, oborožena z dolgimi sulicami, čeprav so bili slabo izurjeni in nedisciplinirani. V večini primerov je Kartagina za sestavo svoje vojske rekrutirala tujce.  Mnogi so bili iz Severne Afrike in pogosto so jih imenovali "Libijci". Regija je ponujala več vrst borcev, vključno z: pehoto v strnjenem vrstnem redu, opremljeno z velikimi ščiti, čeladami, kratkimi meči in dolgimi sulicami; lahko pehoto, oboroženo s sulicami; udarna konjenica tesnega reda znana tudi kot "težka konjenica", ki nosi sulice in lahka konjenica, ki je metala kopja z razdalje in se izogibala boju od blizu. Slednja konjenica je bila običajno numidska.
Libijska pehota v strnjenem vrstnem redu in civilna milica sta se borili v tesno strnjeni formaciji, znani kot falanga. Občasno so nekateri pehotni vojaki nosili ujete rimske oklepe, zlasti med Hanibalovimi četami. Tako Iberci kot Galci so zagotavljali veliko število izkušenih pehotnih in konjenih vojakov. Ta pehota je bila neoklepna četa, ki je divje napadla, a je imela sloves, da se je umaknila, če se je boj zavlekel.  Galska konjenica in morda tudi nekateri Iberci so nosili oklep in se borili v tesnem vrstnem redu; večina ali vsi Iberci na konjih so bili lahka konjenica.  Balearski pračarji so bili pogosto rekrutirani z Balearskih otokov.  Kartažani so uporabljali tudi bojne slone; V Severni Afriki so bili takrat avtohtoni afriški gozdni sloni. n jih ne smemo zamenjevati z večjimi afriškimi grmovskimi sloni.
Garnizijska dolžnost in kopenske blokade so bile najpogostejše operacije. Ko so vojske vodile pohode, so bili pogosti presenetljivi napadi, zasede in vojne zvijače. Več formalnih bitk je običajno sledilo temu, da sta se vojski več dni ali tednov utaborili 2–12 km (1,2–7,5 mi) narazen; včasih sta se vsak dan postavili v bojni red. Če se je kateri koli poveljnik počutil v slabšem položaju je lahko odkorakal, ne da bi se spopadel. V takšnih okoliščinah je bilo težko izsiliti bitko, če se drugi poveljnik ni bil pripravljen boriti. Postavljanje v bojni red je bila zapletena in vnaprej premišljena zadeva, ki je trajala več ur. Pehota je bila običajno postavljena na sredino bojne linije, z lahkimi pehotnimi bojnimi enotami spredaj in konjenico na vsakem boku. Številne bitke so bile odločene, ko je bila pehotna sila 
napadena v bok ali zadaj in je bila delno ali v celoti obkrožena.
Obe državi sta imeli ves čas vojne veliko floto. Kartažanska flota je redko plula na morje in ko je, je to običajno storila za spremstvo transportnih ladij; le redko je delovala agresivno. To je Rimljanom dalo pomorsko premoč za čas vojne.

## Ozadje
Rimska republika se je agresivno širila na južni italijanski celini že stoletje in je do leta 270 pr. n. št., po Pirovi vojni, ko so se grška mesta južne Italije (Magna Graecia) podredila, osvojila polotok Italije južno od reke Arno. V tem obdobju rimske ekspanzije je Kartagina s prestolnico v današnji Tuniziji prevladovala nad južno Iberijo, večjim delom obalnih regij Severne Afrike, Balearskimi otoki, Korziko, Sardinijo in zahodno polovico [[Sicilija|Sicilije.
Do leta 264 pr. n. št. je bila Kartagina prevladujoča zunanja sila na Siciliji, Kartagina in Rim pa sta bili prevladujoči sili v zahodnem Sredozemlju. Odnosi so bili dobri, državi sta večkrat izjavili medsebojno prijateljstvo in obstajale so močne trgovinske vezi. Po mnenju klasicista Richarda Milesa je ekspanzionistični odnos Rima potem, ko je južna Italija prišla pod njegov nadzor, skupaj s Kartaginskim lastniškim pristopom do Sicilije povzročil, da sta se obe sili znašli v vojni bolj po naključju kot namerno. Neposredni vzrok za prvo punsko vojno je bilo vprašanje nadzora nad neodvisno sicilijansko mestno državo Messano (sodobna Messina). Leta 264 pr. n. št. sta se Kartagina in Rim spopadla.
Vojna se je odvijala predvsem na Siciliji in v njenih okoliških vodah; Rimljani so leta 256 pr. n. št. prav tako neuspešno napadli Severno Afriko. To je bil najdaljši neprekinjen konflikt in največja pomorska vojna antike, z ogromnimi materialnimi in človeškimi izgubami na obeh straneh. Leta 241 pr. n. št. so bili Kartažani po 23 letih vojne poraženi. Kartaga je po rimsko narekovani Lutacijevi pogodbi prepustila svoje sicilijanske posesti Rimu. Rim je izkoristil Kartagino odvrnitev pozornosti med uporom najemiške vojske, da so prekinil mirovno pogodbo in pripojil kartažansko Sardinijo in Korziko leta 238 pr. n. št. Pod vodstvom Hamilkarja Barce je Kartagina leta 237 pr. n. št. premagala upornike.
Po zatiranju upora je Hamilkar razumel, da mora Kartagina okrepiti svojo gospodarsko in vojaško bazo, če se želi ponovno soočiti z Rimom; Kartažanske posesti v Iberskem polotoku (današnja Španija in Portugalska) so bile omejene na peščico uspešnih obalnih mest na jugu in Hamilkar je leta 237 pr. n. št. odpeljal vojsko, ki jo je vodil v vojni najemnikov v Iberijo in izoblikovalo kvazimonarhično, avtonomno državo v južni in vzhodni Iberiji. To je Kartagini dalo rudnike srebra, kmetijsko bogastvo,[delovno silo, vojaške objekte kot so ladjedelnice in velikost ozemlja, da se je lahko samozavestno spopadla s prihodnjimi rimskimi zahtevami. Hamilkar je vladal kot podkralj, nasledil pa ga je njegov zet Hasdrubal Lepi leta 229 pr. n. št., nato pa njegov sin Hanibal leta 221 pr. n. št.
Leta 226 pr. n. št. je bila sklenjena pogodba iz Ebra z Rimom, pri čemer je določil reko Ebro kot severno mejo kartažanske sfere vpliva. Nekje v naslednjih šestih letih je Rim sklenil ločen sporazum z mestom Saguntum, ki je ležalo precej južno od Ebra. Leta 219 pr. n. št. je kartažanska vojska pod Hanibalom oblegala Saguntum in ga po osmih mesecih zavzela in izropala. Rim se je pritožil kartažanski vladi in v senat poslal odposlanstvo pod vodstvom Kvinta Fabija Maksima]] z odločnimi zahtevami. Ko so bile te zavrnjene, je Rim spomladi leta 218 pr. n. št. napovedal vojno.
Od konca prve punske vojne se je tudi Rim širil, zlasti na območju severne Italije na obeh straneh reke Pad, znane kot Cisalpska Galija. Rimski poskusi ustanovitve mest in kmetij v regiji od leta 232 pr. n. št. so privedli do ponavljajočih se vojn z lokalnimi galskimi plemeni, ki so bila leta 222 dokončno poražena. Leta 218 so Rimljani prodrli še dlje proti severu, ustanovili dve novi mesti oziroma "koloniji" na reki Pad in si prisvojili velika območja najboljše zemlje. Večina Galcev je bila zaradi tega vdora sovražno nastrojena do Rima. 

## Italija

### Hanibal prečka Alpe, 218 pr. n. št.
Med letom 218 pr. n. št. je prišlo do nekaj pomorskih spopadov v vodah okoli Sicilije; Rimljani so v bitki pri Lilibeju odbili kartažanski napad in zavzeli otok Malto. V Cisalpinski Galiji (sodobna severna Italija) so glavna galska plemena napadla tamkajšnje rimske kolonije, zaradi česar so naseljenci pobegnili v svojo prej ustanovljeno kolonijo Mutina (sodobna Modena), kjer so jih oblegali. Rimska pomoč je prebila obleganje, a je bila nato napadena iz zasede in sama oblegana. Rimljani so pred tem zbrali vojsko za pohod v Iberskem polotoku, vendar je rimski senat iz nje oddelil eno rimsko in eno zavezniško legijo, da bi ju poslal v severno Italijo. Zaradi novačenja svežih vojakov, ki bi nadomestili te, se je odhod vojske v Iberijo odložil na september. Hkrati se je rimska vojska na Siciliji pod poveljstvom konzula Tiberiusa Semproniusa Longusa (konzul 218 pr. n. št.) pripravljala na invazijo na Afriko.
Medtem je Hanibal v Novi Kartagini (sodobna Cartagena, Španija) zbral kartažansko vojsko in jo maja ali junija vodil proti severu vzdolž iberske obale. Vstopila je v Galijo in se po celinski poti odpravila na pot, da bi se izognila rimskim zaveznikom na jugu. V bitki pri prehodu čez Rono je Hanibal premagal silo lokalnih Galcev, ki so mu poskušali preprečiti pot. Rimska flota z vojsko, ki je bila namenjena na Iberski polotok, se je izkrcala pri rimskem zavezniku Masaliji (sodobni Marseille) ob ustju Rone,, vendar se je Hanibal Rimljanom izognil in nadaljeval pot v Italijo.
Kartažani so pozno jeseni dosegli vznožje Alp in jih prečkali v 15 dneh, pri čemer so premagali podnebne težave. teren in taktike gverilskega bojevanja domačih Ligurcev. Hanibal je prispel v Cisalpinsko Galijo z 20.000 pešaki, 6.000 konjeniki in neznanim številom slonov – preživelih od 37 slonov, s katerimi je zapustil Iberijo –  nekje novembra; Rimljani so se že odpravili v svoja zimska bivališča. Hanibalov presenetljiv vstop na italijanski polotok je privedel do odpovedi načrtovane rimske kampanje za to leto: invazije na Afriko.

### Kartažanske zmage, 218–216 pr. n. št.
Kmalu po prihodu v Italijo so Kartažani zavzeli glavno mesto sovražnega plemena Tavrinov (na območju sodobnega Torina) in zasegli njegove zaloge hrane. Konec novembra Leta 218 pr. n. št. je kartažanska konjenica v bitki pri Ticinu premagala rimsko konjenico in lahko pehoto. Posledično se je večina galskih plemen izrekla za kartažansko stvar in Hanibalova vojska je narasla na več kot 40.000 mož. Senat je ukazal vojski na severu Sicilije naj se pridruži silam, ki so se že soočale s Hanibalom, s čimer je opustil načrt za invazijo na Afriko. Združeno rimsko silo pod poveljstvom Sempronija je Hanibal v bitki pri Trebiji zvabil v boj na ozemlju, ki ga je sam izbral. Kartažani so obkolili Rimljane in le 10.000 od 40.000 se je uspelo prebiti na varno. Ko si je Hanibal s to zmago zagotovil položaj v Cisalpinski Galiji, je svoje čete za zimo namestil med Galce. Slednji so se v velikem številu pridružil njegovi vojski, s čimer se je njeno število povečalo na 50.000 mož.
Ko je novica o porazu dosegla Rim je bil šok, a se je pomiril, ko je prispel Sempronius, ki je na običajen način vodil konzularne volitve.  Izvoljeni konzuli so rekrutirali nadaljnje legije, tako rimske kot latinske zaveznike; okrepili Sardinijo in Sicilijo pred možnostjo kartažanskih napadov ali invazije; iz podobnih razlogov so namestili garnizije v Tarentu in drugih krajih; zgradili so floto s 60 kvinkeremami; ter vzpostavili skladišči v Ariminumu in Arretiju v pripravah na pohod proti severu pozneje v letu.  Oblikovani sta bili dve vojski s po štirimi legijami, dve rimski in dve zavezniški, vendar z močnejšimi kontingenti konjenice kot običajno, . Ena je bila nameščena v Arretiumu, druga pa na jadranski obali; lahko bi blokirali Hanibalov morebitni prodor v osrednjo Italijo in so bili postavljeni za premaknitev proti severu, da bi delovali v Cisalpinski Galiji.
Zgodaj spomladi 217 pr. n. št. so Kartažani brez nasprotovanja prečkali Apenine po težki, a nevarovani poti. Hanibal je poskušal zvabiti glavno rimsko vojsko pod Gajem Flaminijem (konzul 223 pr. n. št.) v bitko, tako da je opustošil območje, ki so ga poslali varovat, s čimer je izzval Flaminija v prenagljeno zasledovanje. Hanibal je postavil zasedo in v bitki pri Trazimenskem jezeru popolnoma premagal rimsko vojsko, pri čemer je ubil 15.000 Rimljanov, vključno s Flaminijem, in ujel 10.000 ujetnikov. Tudi 4.000 konjenikov iz druge rimske vojske je bili v bitki pri Umbrijskem jezeru poraženih in uničenih. Z ujetniki so trdo ravnali, če so bili Rimljani; z ujetimi latinskimi zavezniki pa so Kartažani dobro ravnali in mnoge osvobodili ter poslali nazaj v njihova mesta, v pričakovanju, da bodo dobro govorili o kartažanskih bojnih spretnostih in o njihovem ravnanju.  Hanibal je upal, da bo nekatere od teh zaveznikov mogoče prepričati v prebeg.
Kartažani so nadaljevali svoj pohod skozi Etrurijo, nato Umbrijo do jadranske obale, nato pa so zavili proti jugu v Apulija, v upanju, da bo pridobila na svojo stran nekatere etnične Grke in  mesta Italikov v južni Italiji. Novica o porazu je v Rimu znova povzročila paniko. Vodja veleposlaništva, ki je bilo poslano v Kartagino tik pred izbruhom vojne leta 218 pr. n. št., Kvint Fabij Maksim, je bil s strani rimske skupščine izvoljen za diktatorja in je sprejel "Fabijansko strategijo", da se je izogibal bitkam in se namesto tega zanašal na nadlegovanje nizke intenzitete, da bi izčrpal napadalca, dokler Rim ne bi mogel obnoviti svoje vojaške moči. Hanibal je imel v naslednjem letu večinoma proste roke, da je pustošil Apulijo. 
Fabij v tem obdobju ni bil priljubljen med deli rimske vojske, javnostjo in senatom, ker se je izogibal bitki, medtem ko je Italijo pustošil sovražnik: zavedali so se, da njegova taktika ne bo privedla do hitrega konca vojne.  Hanibal je korakal skozi najbogatejše in najrodovitnejše province Italije v upanju, da bo opustošenje Fabija privabilo v boj, vendar je Fabij to zavrnil.  Rimsko prebivalstvo je Fabija posmehovalo kot "Zavlačevalca" (v latinščini, Cunctator) in leta 216 pr. n. št. izvolil nova konzula: Gaiusa Terentiusa Varra, ki je zagovarjal bolj agresivno vojno strategijo in Luciusa Aemiliusa Paullusa (konzul 219 pr. n. št.), ki je zagovarjal strategijo nekje med Fabijevo in tisto, ki jo je predlagal Varro.
Spomladi leta 216 pr. n. št. je Hanibal zavzel veliko vojno skladišče v Kanah na  Apulijski nižini. Rimski senat je Varru in Paullusu dovolil, da zbereta dvojno veliko vojsko, silo 86.000 mož, največjo v rimski zgodovini do takrat.  Paullus in Varr sta odkorakala proti jugu, da bi se soočila s Hanibalom, in se utaborila 10 km (6 mi) stran. Hanibal je sprejel bitko na odprti ravnini med vojskama v bitki pri Kanah. Rimske legije so se prebile skozi Hanibalov namerno šibek center, toda libijska težka pehota na krilih se je obrnila okoli njihovega napredovanja in ogrozila njihove boke. Hasdrubal Gisco  je vodil kartažansko konjenico na levem krilu in premagal rimsko konjenico na nasprotni strani, nato pa se je prebil okoli zaledja Rimljanov in napadel njihovo konjenico na drugem krilu. Dosti manjša kartažanska pehota je vzdržala, dokler Hasdrubal ni napadel legij od zadaj. Posledično je bila rimska pehota obkoljena brez možnosti pobega. Najmanj 67.500 Rimljanov je bilo ubitih ali ujetih.
Miles opisuje Kanne kot "največjo rimsko vojaško katastrofo". Toni Ñaco del Hoyo opisuje Trebijo, Trazimensko jezero in Kane kot tri "velike vojaške nesreče", ki so jih Rimljani utrpeli v prvih treh letih vojne. Brian Carey piše, da so ti trije porazi Rim pripeljali na rob propada. V nekaj tednih po Kanah je bila zbrana 25.000-glava rimska vojska. v bitki pri Silvi Litani v Cisalpinski Galiji so jo napadli galski Boji in jo uničili. Fabij je postal konzul leta 215 pr. n. št. in je bil ponovno izvoljen leta 214 pr. n. št.

### Prebeg rimskih zaveznikov, 216–214 pr. n. št.
Od Polibijevega poročila o Hanibalovi vojski v Italiji po Kanah se je ohranilo le malo. Tit Livij podaja popolnejši zapis, vendar je po Goldsworthyjevem mnenju "njegova zanesljivost pogosto vprašljiva", zlasti glede njegovih opisov bitk; mnogi sodobni zgodovinarji se strinjajo, a kljub temu je njegov vir najboljši ohranjen za ta del vojne. 
Več mestnih držav v južni Italiji se je povezalo s Hanibalom ali pa so bile ujete, ko so prokartažanske frakcije izdale njihovo obrambo. Med njimi sta bili veliko mesto Capua in glavno pristaniško mesto Tarentum (sodobni Taranto). Kartažanskemu cilju sta se pridružili tudi dve glavni plemeni Samnitov. Do leta 214 pr. n. št. se je večina južne Italije obrnila proti Rimu, čeprav je bilo veliko izjem in večina rimskih zaveznikov v osrednji Italiji je ostala zvestih. Vsa mesta, razen najmanjših, so bila preveč utrjena, da bi jih Hanibal lahko zavzel z napadom, blokada pa je lahko bila dolgotrajna zadeva, če pa je bil cilj zavzetja pristanišče, pa nemogoče. Kartagini novi zavezniki niso čutili veliko skupnoega s Kartagino ali celo med seboj. Povečali so število krajev, ki naj bi jih Hanibalova vojska branila pred rimskimi povračilnimi ukrepi, vendar so pri tem zagotovili relativno malo svežih vojakov. Zbrane italijanske sile so se upirale delovanju stran od svojih domačih mest in so se slabo odrezale, ko so bile v to prisiljene. 
Pomemben del Hanibalove kampanje v Italiji je bil poskus boja proti Rimljanom z uporabo lokalnih virov; zbiranje rekrutov med lokalnim prebivalstvom. Njegov podrejeni poveljnik Hanno je leta 214 pr. n. št. uspel zbrati čete v Samniju, vendar so Rimljani te nove vojake prestregli v bitki pri Beneventumu (214 pr. n. št.) in jih uničili, preden so se srečali s Hanibalom. Hanibal je lahko pridobil zaveznike, toda obramba pred Rimljani je bila nov in težaven problem, saj so Rimljani še vedno lahko postavili več vojsk, ki so skupaj močno prekašale njegove lastne sile. 
Največja pridobitev je bila drugo največje mesto v Italiji, Capua, ko je Hanibalova vojska leta 216 pr. n. št. vkorakala v Kampanijo. Prebivalci Capue so imeli omejeno rimsko državljanstvo, aristokracija pa je bila z Rimljani povezana prek zakonskih zvez in prijateljstva, vendar se je možnost, da bi po očitnih rimskih katastrofah postali vrhovno mesto Italije, izkazala za premočno skušnjavo. Pogodbo med njimi in Hanibalom lahko opišemo kot sporazum o prijateljstvu, saj Capuanci niso imeli nobenih obveznosti.  Ko je pristaniško mesto Locri poleti 215 pr. n. št. prebegnilo h Kartagini, je bilo takoj uporabljeno za okrepitev kartažanskih sil v Italiji z vojaki, zalogami in bojnimi sloni.  To je bil edini čas med vojno, ko je Kartagina okrepila Hanibala.  Druga sila pod poveljstvom Hanibalovega najmlajšega brata Maga Barca naj bi se izkrcala v Italiji leta 215 pr. n. št., vendar je bila po velikem kartažanskem porazu tam preusmerjena v Iberijo. 
Medtem so Rimljani sprejeli drastične ukrepe za vzpostavitev novih legij: včlanili so sužnje, kriminalce in tiste, ki niso izpolnjevali običajnih premoženjskih pogojev. Do začetka leta 215 pr. n. št. so imeli vsaj 12 legij; do leta 214 pr. n. št. 18 in do leta 213 pr. n. št. kar 22. Do leta 212 pr. n. št. bi celotna sestava nameščenih legij presegla 100.000 mož, poleg tega pa je bilo, kot vedno, podobno število zavezniških čet. Večina je bila nameščena v južni Italiji v vojskah s približno 20.000 možmi. To ni bilo dovolj, da bi se z Hanibalovo vojsko spopadli z njim v odprtem boju, je pa bilo dovolj, da ga je prisililo, da je zbral svoje sile in ovirali njegove premike. 

### Makedonija, Sardinija in Sicilija
Med letom 215 pr. n. št. je makedonski kralj Filip V obljubil svojo podporo Hanibalu in leta 215 pr. n. št. začel prvo makedonsko vojno proti Rimu. Rimljani so bili zaskrbljeni, da bodo Makedonci poskušali prečkati Otrantsko ožino in se izkrcati v Italiji. Močno so okrepili svojo mornarico na tem območju in poslali legijo, da bi stala na straži in grožnja je izginila. Leta 211 pr. n. št. je Rim zajezil Makedonce z zavezništvom z Etolsko ligo, koalicijo grških mestnih držav, ki je bila že v vojni z Makedonijo. Leta 205 pr. n. št. se je ta vojna končala z dogovorjenim mirom. 
Leta 213 pr. n. št. je na Sardiniji izbruhnil upor v podporo Kartažanom, vendar so ga Rimljani hitro zatrli. 
Pred letom 215 pr. n. št. je Sicilija ostala trdno v rimskih rokah in je blokirala Hanibalove okrepitve in oskrbo iz Kartagine. Hiero II., stari sirakuški tiran s štiriinštiridesetletnim mandatom in zvest rimski zaveznik, je umrl leta 215 pr. n. št., njegov naslednik Hieronim Sirakuzeški pa je bil nezadovoljen s svojim položajem. Hanibal je s pogajanji sklenil pogodbo, po kateri so Sirakuze pripadle Kartagini, za ceno da je celotna Sicilija postala sirakuška posest. Sirakuška vojska se ni mogla kosati z rimsko vojsko, ki jo je vodil Marcus Claudius Marcellus in do pomladi 213 pr. n. št. je Sirakuza bila oblegana. Tako Polibijevo kot Livijevo poročilo o obleganju se osredotočata na Arhimedov izum bojnih strojev za preprečevanje rimskega oblegovalnega vojskovanja, ki ga je že tako oteževala močna obramba mesta.
Velika kartažanska vojska pod vodstvom Himilka je bila poslana na pomoč mestu leta 213 pr. n. št. in še nekaj drugih siciliskih mest je zapustilo Rimljane. Spomladi leta 212 pr. n. št. so Rimljani v presenetljivem nočnem napadu zavzeli Sirakuze in zavzeli več mestnih okrožij. Medtem je kartažansko vojsko ohromila kuga. Ker Kartažanom ni uspelo oskrbeti mesta, je preostali del Sirakuz padel jeseni 212 pr. n. št.; Arhimeda je ubil rimski vojak. 
Kartagina je leta 211 pr. n. št. poslala na Sicilijo dodatne okrepitve in prešla v ofenzivo. Leta 211 pr. n. št. je Hanibal na Sicilijo poslal numidsko konjenico, ki jo je vodil spretni libijsko-feniški častnik Mottones, ki je rimski vojski z proti-napadi povzročil velike izgube. Nova rimska vojska je leta 210 pr. n. št. napadla glavno kartažansko trdnjavo na otoku, Agrigentum, mesto pa je nezadovoljni kartažanski častnik izdal Rimljanom. Preostala mesta pod kartažanskim nadzorom so se nato predala ali pa so bila zavzeta s silo ali izdajo in oskrba Rima in njegovih vojsk s Sicilije z žitom se je nadaljevala.

### Italija, 213–208 pr. n. št.
Enajst let po Kanah je v južni Italiji divjala vojna, saj so mesta prešla v roke Kartažanov ali pa so bila zavzeta s prevaro, Rimljani pa so jih ponovno zavzeli z obleganjem ali s podkupovanjem notranjih frakcij, da bi jim omogočili vstop. Hanibal je večkrat premagal rimske vojske, toda kjer koli njegova glavna vojska ni bila aktivna, so Rimljani grozili mestom, ki so podpirala Kartažane ali pa so iskali boj s kartažanskimi silami ali zavezniškimi oddelki; pogosto uspešno. Do leta 208 pr. n. št. so se mnoga mesta in ozemlja, ki so se pridružila kartažanskim silam, vrnila pod rimsko zvestobo. 
Fabij je leta 213 pr. n. št. zavzel s kartažanskimi zavezniki mesto Arpi.  Leta 212 pr. n. št. je Hanibal v bitki pri Silaru v severozahodni Lukaniji uničil rimsko vojsko Centenija Penule.  Kasneje istega leta je Hanibal v bitki pri Herdoniji premagal drugo rimsko vojsko, pri čemer so izgubili 16.000 mož od 18.000. Kljub tem izgubam so Rimljani oblegali Capuo, ključnega zaveznika Kartažanov v Italiji. Hanibal je Rimljanom ponudil boj; Livijevo poročilo o poznejših bojih ni jasno, vendar se zdi, da so Rimljani utrpeli velike izgube, medtem ko Kartažani niso mogli prekiniti obleganja. Hanibal je nato napadel rimska oblegovalna dela, vendar mesta spet ni mogel rešiti. Leta 211 pr. n. št. je Hanibal ponovno ponudil boj oblegovalnim rimskim silam, tokrat pa te niso hotele zapustiti svojih utrdb. V obupu jih je Hanibal ponovno napadel in se spet ni uspel prebiti. Nato je s svojo vojsko odkorakal proti Rimu v upanju, da bo Rimljane prisilil, da opustijo obleganje in ga branijo; vendar je oblegovalna sila ostala na mestu in Capua je kmalu zatem padla. Mesto je bila odvzeta politična avtonomija in postavljena pod rimske namestnike. 
Leta 210 so Kartažani presenetili rimsko vojsko pred Herdonijo in jo močno premagali, potem ko je njen poveljnik sprejel bitko. Livij nato navaja Hanibala, da se je bojeval v neodločeni bitki pri Numistru, čeprav sodobni zgodovinarji dvomijo v njegovo poročilo.  Rimljani so ostali Hanibalu za petami in se bojevali v še eni ostri bitki pri Canusiumu leta 209 pr. n. št. in ponovno utrpeli velike izgube. Ta bitka je omogočila drugi rimski vojski, da se je približala Tarentumu in ga zavzela z izdajo.

### Italija, 207–203 pr. n. št.
Spomladi leta 207 pr. n. št. je Hasdrubal Barka ponovil podvig svojega starejšega brata in z vojsko prepotoval Alpe. Z vojsko 35.000 mož je napadel Cisalpinsko Galijo, da bi se pridružil Hanibalu, vendar se Hanibal ni zavedal njegove prisotnosti. Rimljani, ki so se soočili s Hanibalom v južni Italiji, so ga prevarali, da je celotna rimska vojska še vedno v taboru, medtem ko je velik del vojske odkorakal proti severu pod poveljstvom konzula Gaja Klavdija Nerona. Okrepili so Rimljane pod poveljstvom drugega konzula, Marka Livija Salinatorja, ki so se že soočali s Hasdrubalom Barko. Ta združena rimska sila je napadla v bitki pri Metavru in uničila kartažansko vojsko, pri čemer je bil Hasdrubal Barka ubit. Ta bitka je potrdila rimsko prevlado v Italiji in zaznamovala konec njihove fabijanske strategije. Brez pričakovane okrepitve so bile Hanibalove sile prisiljene evakuirati zavezniška mesta in se umakniti v Bruttium.
Leta 205 pr. n. št. se je Mago Barka, še en Hanibalov mlajši brat, izkrcal v Genovi v severozahodni Italiji z ostanki svoje španske vojske. Kmalu je prejel galske in ligurske okrepitve. Magovemu prihodu na sever italijanskega polotoka je sledila Hanibalova neodločena bitka pri Crotoni leta 204 pr. n. št. na skrajnem jugu polotoka. Mago je s svojo okrepljeno vojsko odkorakal proti deželam glavnih galskih zaveznikov Kartagine v Cisalpinski Galiji, a ga je leta 203 pr. n. št. ustavila velika rimska vojska in ga v bitki pri Insubriji premagala.
Potem, ko je rimska vojska leta 204 pr. n. št. napadla Kartažane v njihovi domovini in v dveh večjih bitkah premagala Kartažane in si pridobila zvestobo numidskih kraljestev Severne Afrike, so bili Hanibal in ostanki njegove vojske odpoklicani nazaj domov.
Izpluli so iz Krotona in se s 15.000–20.000 izkušenimi veterani izkrcali v Kartagini. Odpoklican je bil tudi Mago; na potovanju je umrl zaradi ran, nekatere njegove ladje pa so prestregli Rimljani, ,

## Iberija

### Iberija 218–211 pr. n. št.
Rimska flota je jeseni 218 pr. n. št. nadaljevala pot iz Massale in izkrcala vojsko, ki jo je prevažala, v severovzhodni Iberiji, kjer si je pridobila podporo lokalnih plemen.  Rimljanske sile med Ebrom in Pireneji je blokiralo pot iz Iberije v Italijo, zaradi česar je bila pošiljanje okrepitev iz Iberije Hanibalu oteženo.  Kartažanski napad konec leta 218 pr. n. št. je bil odbit v bitki pri Cissi. Leta 217 pr. n. št. je bilo v bitki pri reki Ebru premaganih 40 kartažanskih in iberskih bojnih ladij s strani 35 rimskih in masalskih ladij, pri čemer je bilo izgubljenih 29 kartažanskih ladij.
Leta 216 je Hasdrubal prejel ukaz iz Kartage, naj se premakne v Italijo in se pridruži Hanibalu, da bi pritisnil na Rimljane v njihovi domovini. Hasdrubal je ugovarjal, češ da je kartažanska oblast nad iberskimi plemeni preveč krhka in rimske sile na tem območju premočne, da bi lahko izvedel načrtovano potezo. Leta 215 je Hasdrubal končno ukrepal, oblegal prorimsko mesto in ponudil bitko pri Dertosi,, kjer je poskušal uporabiti svojo konjeniško premoč, da bi očistil boke rimske vojske, medtem ko je s pehoto obkrožil njen center na obeh straneh. Vendar so Rimljani prebili sredino kartažanske linije in nato premagali vsako krilo posebej, kar je povzročilo hude izgube.  Hasdrubal ni mogel več okrepiti Hanibala v Italiji. 
Kartažani so utrpeli val prebegov lokalnih keltiberskih plemen v Rim.  Rimski poveljniki so leta 212 pr. n. št. zavzeli Saguntum, leta 211 pr. n. št. pa so najeli 20.000 keltiberskih najemnikov, da bi okrepili svojo vojsko. Rimljani so opazili, da so kartažanske sile v Iberiji razdeljene v tri vojske, ki so bile nameščene ločeno druga od druge, zato so svoje sile razdelili.  Ta strategija je leta 211 privedla do dveh ločenih bitk, ki ju običajno skupaj imenujemo bitka pri Zgornjem Betiju. Obe bitki sta se končali s popolnim porazom za Rimljane, saj je Hasdrubal podkupil rimske najemnike, da so dezertirali. Rimski preživeli so se umaknili v svojo obalno trdnjavo severno od Ebra, od koder jih Kartažani spet niso uspeli pregnati.  Klavdij Neron je leta 210 pr. n. št. pripeljal okrepitve in stabiliziral razmere. 

### Iberija, 211–205 pr. n. št.
Leta 210 pr. n. št. Publij Kornelij Scipion Afričan prispel v Iberijo z nadaljnjimi rimskimi okrepitvami. V skrbno načrtovanem napadu leta 209 pr. n. št. je zavzel]] slabo branjeno središče kartažanske moči v Iberiji, Novo Kartagino in zasegel ogromen plen zlata, srebra in oblegovalnega orožja. Izpustil je ujeto prebivalstvo in osvobodil iberske talce, ki so jih tam držali Kartažani, da bi si zagotovil zvestobo svojih plemen. 
Spomladi leta 208 pr. n. št. se je Hasdrubal premaknil v spopad s Scipionom v bitki pri Baekuli. Kartažani so bili poraženi, vendar je Hasdrubalu uspelo umakniti večino svoje vojske in preprečiti kakršno koli rimsko zasledovanje; večino izgub je utrpel med svojimi iberskimi zavezniki. Scipio ni mogel preprečiti Hasdrubalu, da bi svojo zmanjšano vojsko popeljal čez zahodne prelaze Pirenejev v Galijo. Leta 207 pr. n. št. je Hasdrubal po obsežnem novačenju v Galiji prečkal Alpe v Italijo, da bi se pridružil svojemu bratu Hanibalu, a je bil poražen, še preden je to lahko storil.
Leta 206 pr. n. št. je v bitki pri Ilipi Scipio s 48.000 možmi, polovico italijanskimi in polovico iberskimi, premagal kartažansko vojsko 54.500 mož in 32 slonov. To je zapečatilo usodo Kartažanov v Iberiji. Zadnje kartažansko mesto v Iberiji Gades je prebegnilo k Rimljanom. Kasneje istega leta je med rimskimi četami izbruhnil upor v Sukru, ki je pritegnil podporo iberskih voditeljev, razočaranih, da so rimske sile po izgonu Kartažanov ostale na polotoku, vendar ga je Scipio zatrl. Leta 205 pr. n. št. je Mago poskušal ponovno zavzeti Novo Kartagino, ko sta rimske okupatorje pretresla nov upor in iberska vstaja, vendar je bil poskus odbit. Mago je s preostalimi silami zapustil Iberijo in se odpravil v severno Italijo. Leta 203 pr. n. št. je Kartagini uspelo rekrutirati vsaj 4.000 najemnikov iz Iberije, kljub nominalnemu rimskemu nadzoru.

## Afrika

### Afrika, 213–206 pr. n. št.
Leta 213 pr. n. št. se je Sifakso, močan numidijski kralj v Severni Afriki razglasil za rimskega zaveznika. V odgovor so bile iz Španije v Severno Afriko poslane kartažanske čete. Leta 206 pr. n. št. so Kartažani končali to izčrpavanje svojih virov tako, da so si s Sifaksom razdelili več numidskih kraljestev. Eden od razdedinjenih je bil numidijski princ Masinissa , ki je bil tako potisnjen v objem Rima.

### Rimska invazija na Afriko, 204–201 pr. n. št.
Leta 205 pr. n. št. je Publij Scipion dobil poveljstvo nad legijami na Siciliji in mu je bilo dovoljeno, da vpiše prostovoljce za svoj načrt za konec vojne z invazijo na Afriko. Po izkrcanju v Afriki leta 204 pr. n. št. se mu je pridružil Masinissa in numidijska konjenica.  Scipio se je dvakrat spopadel in uničil dve veliki kartažanski vojski.  Po drugem spopadu je Masinissa v bitki pri Cirti zasledoval in ujel Sifaksa; Masinissa je nato z rimsko pomočjo zasegla večino Sifaksovega kraljestva.
Rim in Kartagina sta začela mirovna pogajanja, Kartagina pa je iz Italije odpoklicala Hanibala in Maga. Rimski senat je ratificiral osnutek pogodbe, vendar jo je Kartagina zaradi nezaupanja in porasta zaupanja ob prihodu Hanibala iz Italije zavrnila. Hanibal je bil postavljen za poveljnika druge vojske, ki so jo sestavljali njegovi veterani iz Italije in na novo zbrani vojaki iz Afrike, vendar z malo konjenice. Odločilna bitka pri Zami je sledila oktobra 202 pr. n. št. Za razliko od večine bitk druge punske vojne so imeli Rimljani premoč v konjenici, Kartažani pa v pehoti. Hanibal je poskušal uporabiti 80 slonov, da bi vdrl v rimsko pehotno formacijo, vendar so se Rimljani učinkovito uprli in sloni so se umaknili skozi kartažanske vrste. Rimska in zavezniška numidska konjenica je nato nadaljevala z napadi in pregnala kartažansko konjenico z bojišča. Pehota obeh strani se je borila brez prepričljivih rezultatov, dokler se ni rimska konjenica vrnila in napadla kartažanski z hrbta. Kartažanska formacija se je sesula; Hanibal je bil eden redkih, ki je pobegnil z bojišča.

## Rimska zmaga
Nova mirovna pogodba, ki jo je narekoval Rim, je Kartagini odvzela vsa njena čezmorska ozemlja in tudi nekatera afriška. Odškodnina v višini 10.000 talentov srebra naj bi bila plačana v 50 letih, vzeli pa so tudi talce. Kartagini je bilo prepovedano posedovati bojne slone, njena flota pa je bila omejena na deset vojnih ladij. Prepovedano ji je bilo vojskovanje zunaj Afrike in v Afriki le z dovoljenjem Rima. Mnogi vidni Kartažani so želeli pogodbo zavrniti, vendar se je Hanibal odločno zavzel zanjo in bila je sprejeta spomladi 201 pr. n. št. Odtlej je bilo jasno, da je Kartagina politično podrejena Rimu. Scipio je prejel [[rimski triumf in agnomen "Afričan".
Rimski afriški zaveznik, numidijski kralj Masinisa, je izkoristil prepoved vojskovanja Kartagini, da je večkrat nekaznovano plenil in zasegal kartažansko ozemlje. Leta 149 pr. n. št., petdeset let po koncu druge punske vojne, je Kartagina poslala vojsko pod poveljstvom Hasdrubala Beotarha proti Masinisi, kljub pogodbi. Kampanja se je končala katastrofalno v bitki pri Oroskopi, protikartažanske frakcije v Rimu pa so nezakonito vojaško akcijo uporabile kot izgovor za pripravo kazenske odprave. Tretja punska vojna se je začela pozneje leta 149 pr. n. št., ko se je velika rimska vojska izkrcala v Severni Afriki in oblegala Kartagino. Spomladi leta 146 pr. n. št. so Rimljani sprožili svoj zadnji napad, sistematično uničili mesto in pobili njegove prebivalce; 50.000 preživelih je bilo prodanih v suženjstvo. Nekdanja kartažanska ozemlja so postala rimska provinca Afrika. Minilo je stoletje, preden je bilo območje Kartagine obnovljeno v rimsko mesto.

### Navedbe
1. ↑  Sidwell & Jones 1998, str. 16.
2. 1 2 3 4 5  Goldsworthy 2006, str. ;20–21.
3. ↑  Walbank 1990, str. ;11–12.
4. ↑  Lazenby 1996, str. ;x–xi.
5. ↑  Hau 2016, str. ;23–24.
6. ↑  Shutt 1938, str. 55.
7. ↑  Champion 2015, str. ;98, 101.
8. ↑  Lazenby 1996, str. ;x–xi, 82–84.
9. ↑  Curry 2012, str. 34.
10. ↑  Champion 2015, str. 102.
11. 1 2 3  Lazenby 1998, str. 87.
12. ↑  Goldsworthy 2006, str. 22.
13. ↑  Champion 2015, str. 95.
14. 1 2  Goldsworthy 2006, str. 222.
15. 1 2  Sabin 1996, str. 62.
16. ↑  Goldsworthy 2006, str. ;21–23.
17. 1 2  Mineo 2015, str. ;111–127.
18. ↑  Goldsworthy 2006, str. ;23, 98.
19. ↑  Bagnall 1999, str. 23.
20. ↑  Goldsworthy 2006, str. 287.
21. ↑  Goldsworthy 2006, str. 48.
22. ↑  Bagnall 1999, str. ;22–25.
23. ↑  Goldsworthy 2006, str. ;44–50.
24. 1 2  Rawlings 2015, str. 312.
25. ↑  Lazenby 1998, str. 9.
26. ↑  Scullard 2006, str. 494.
27. ↑  Goldsworthy 2006, str. 33.
28. ↑  Jones 1987, str. 1.
29. 1 2  Goldsworthy 2006, str. ;32–34.
30. ↑  Koon 2015, str. ;79–87.
31. ↑  Koon 2015, str. 80.
32. ↑  Rawlings 2015, str. 305.
33. 1 2  Bagnall 1999, str. 9.
34. ↑  Carey 2007, str. 13.
35. ↑  Goldsworthy 2006, str. 32.
36. ↑  Bagnall 1999, str. 8.
37. ↑  Miles 2011, str. 240.
38. ↑  Lazenby 1996, str. 27.
39. ↑  Goldsworthy 2006, str. ;82, 311, 313–314.
40. ↑  Bagnall 1999, str. 237.
41. 1 2  Koon 2015, str. 93.
42. ↑  Goldsworthy 2006, str. 55.
43. ↑  Goldsworthy 2006, str. 56.
44. ↑  Sabin 1996, str. 64.
45. ↑  Goldsworthy 2006, str. 57.
46. ↑  Sabin 1996, str. 66.
47. ↑  Bagnall 1999, str. 328.
48. ↑  Miles 2011, str. ;157–158.
49. ↑  Bagnall 1999, str. ;21–22.
50. ↑  Goldsworthy 2006, str. ;29–30.
51. ↑  Goldsworthy 2006, str. ;25–26.
52. ↑  Miles 2011, str. ;94, 160, 163, 164–165.
53. ↑  Goldsworthy 2006, str. ;69–70.
54. ↑  Miles 2011, str. ;175–176.
55. ↑  Goldsworthy 2006, str. ;74–75.
56. ↑  Warmington 1993, str. 168.
57. ↑  Lazenby 1996, str. 157.
58. ↑  Bagnall 1999, str. 97.
59. ↑  Beck 2015, str. 235.
60. ↑  Scullard 2006, str. 569.
61. ↑  Miles 2011, str. ;209, 212–213.
62. ↑  Hoyos 2000, str. 378.
63. ↑  Hoyos 2007, str. 248.
64. ↑  Miles 2011, str. ;226–227.
65. ↑  Hoyos 2015, str. 77.
66. ↑  Hoyos 2015, str. 80.
67. ↑  Miles 2011, str. 220.
68. ↑  Miles 2011, str. ;219–220, 225.
69. ↑  Eckstein 2006, str. ;173–174.
70. ↑  Bagnall 1999, str. ;146–147.
71. ↑  Miles 2011, str. 225.
72. 1 2  Goldsworthy 2006, str. ;143–144.
73. ↑  Collins 1998, str. 13.
74. ↑  Goldsworthy 2006, str. ;144–145.
75. ↑  Goldsworthy 2006, str. ;139–140.
76. ↑  Briscoe 2006, str. 61.
77. ↑  Edwell 2015, str. 327.
78. ↑  Castillo 2006, str. 25.
79. ↑  Goldsworthy 2006, str. ;151–152.
80. 1 2 3 4  Zimmermann 2015, str. 284.
81. 1 2  Mahaney 2008, str. 221.
82. ↑  Bagnall 1999, str. ;161–162.
83. ↑  Fronda 2015, str. 252.
84. 1 2 3 4 5 6  Zimmermann 2015, str. 291.
85. ↑  Erdkamp 2015, str. 71.
86. ↑  Hoyos 2015b, str. 107.
87. ↑  Zimmermann 2015, str. ;283–284.
88. ↑  Bagnall 1999, str. 171.
89. ↑  Goldsworthy 2006, str. 168.
90. ↑  Fronda 2015, str. 243.
91. ↑  Goldsworthy 2006, str. ;177–178.
92. ↑  Bagnall 1999, str. ;175–176, 193.
93. 1 2  Miles 2011, str. 270.
94. 1 2  Goldsworthy 2006, str. 181.
95. ↑  Lazenby 1998, str. 58.
96. 1 2 3  Zimmermann 2015, str. 285.
97. ↑  Goldsworthy 2006, str. 182.
98. ↑  Goldsworthy 2006, str. 184.
99. ↑  Liddell Hart 1967, str. 45.
100. 1 2  Fronda 2015, str. 244.
101. 1 2  Goldsworthy 2006, str. 190.
102. ↑  Lomas 2015, str. 243.
103. ↑  Fronda 2015, str. 246.
104. ↑  Fronda 2015, str. 247.
105. ↑  Lazenby 1998, str. 86.
106. 1 2  Miles 2011, str. 279.
107. ↑  Briscoe 2006, str. 50.
108. ↑  Goldsworthy 2006, str. ;195–196.
109. ↑  Bagnall 1999, str. ;184–188.
110. ↑  Zimmermann 2015, str. 286.
111. ↑  Bagnall 1999, str. ;191, 194.
112. ↑  Goldsworthy 2006, str. ;198–199.
113. 1 2  Fronda 2015, str. 245.
114. 1 2  Carey 2007, str. 64.
115. ↑  Bagnall 1999, str. ;192–194.
116. ↑  Ñaco del Hoyo 2015, str. 377.
117. ↑  Carey 2007, str. 2.
118. ↑  Roberts 2017, str. ;vi–1x.
119. ↑  Goldsworthy 2006, str. 227.
120. ↑  Lazenby 1998, str. 94.
121. ↑  Goldsworthy 2006, str. ;222–226.
122. ↑  Rawlings 2015, str. ;312–316.
123. ↑  Hoyos 2015b, str. ;128–129.
124. 1 2  Lazenby 1998, str. 98.
125. ↑  Erdkamp 2015, str. 75.
126. ↑  Barceló 2015, str. 370.
127. ↑  Goldsworthy 2006, str. ;226–227.
128. ↑  Miles 2011, str. 243.
129. ↑  Goldsworthy 2006, str. ;253–260.
130. 1 2 3  Miles 2011, str. 288.
131. ↑  Edwell 2015, str. ;327–328.
132. ↑  Bagnall 1999, str. 200.
133. ↑  Edwell 2015, str. 328.
134. ↑  Edwell 2015, str. 329.
135. ↑  Goldsworthy 2006, str. ;264–266.
136. ↑  Edwell 2015, str. 330.
137. ↑  Goldsworthy 2006, str. ;266–267.
138. ↑  Rawlings 2015, str. 311.
139. ↑  Goldsworthy 2006, str. ;222–238.
140. ↑  Dupuy in Dupuy 1993, str. 75.
141. ↑  Hoyos 2015b, str. 85.
142. ↑  Fronda 2015, str. 253.
143. ↑  Rawlings 2015, str. ;299–300.
144. ↑  Goldsworthy 2006, str. ;221, 233–235.
145. 1 2  Goldsworthy 2006, str. ;235–236.
146. 1 2  Bagnall 1999, str. 256.
147. ↑  Lazenby 1998, str. 171.
148. ↑  Rawlings 2015, str. 302.
149. 1 2  Bagnall 1999, str. 258.
150. ↑  Zimmermann 2015, str. ;289–290.
151. ↑  Miles 2011, str. ;304–305.
152. ↑  Miles 2011, str. 312.
153. 1 2  Edwell 2015, str. 321.
154. ↑  Goldsworthy 2006, str. ;248–249.
155. ↑  Goldsworthy 2006, str. ;249–250.
156. 1 2 3 4 5 6  Edwell 2015, str. 322.
157. ↑  Bagnall 1999, str. 204.
158. ↑  Coarelli 2002.
159. ↑  Etcheto 2012.
160. ↑  Miles 2011, str. ;268, 298–299.
161. 1 2 3 4 5 6  Edwell 2015, str. 323.
162. ↑  Zimmermann 2015, str. 292.
163. 1 2  Barceló 2015, str. 362.
164. ↑  Carey 2007, str. ;86–90.
165. ↑  Bagnall 1999, str. 211.
166. ↑  Zimmermann 2015, str. 293.
167. ↑  Miles 2011, str. 303.
168. ↑  Bagnall 1999, str. 216.
169. ↑  Carey 2007, str. ;96, 99.
170. 1 2  Carey 2007, str. 111.
171. ↑  Edwell 2015, str. 334.
172. ↑  Miles 2011, str. 308.
173. ↑  Barceló 2015, str. 372.
174. ↑  Goldsworthy 2006, str. ;286–288, 291–292.
175. ↑  Miles 2011, str. 310.
176. ↑  Bagnall 1999, str. ;282–283.
177. ↑  Bagnall 1999, str. ;287–291.
178. 1 2  Goldsworthy 2006, str. 302.
179. 1 2  Miles 2011, str. 315.
180. ↑  Carey 2007, str. 118.
181. ↑  Lazenby 1996, str. 158.
182. ↑  Carey 2007, str. 132.
183. ↑  Miles 2011, str. 318.
184. ↑  Kunze 2015, str. ;398, 407.
185. ↑  Kunze 2015, str. ;399, 407.
186. ↑  Purcell 1995, str. 134.
187. ↑  Goldsworthy 2006, str. 341.
188. ↑  Le Bohec 2015, str. 441.
189. ↑  Scullard 2002, str. 316.
190. ↑  Scullard 1955, str. 103.
191. ↑  Scullard 2002, str. ;310, 316.
192. ↑  Richardson 2015, str. ;480–481.
193. ↑  Miles 2011, str. ;363–364.

## Zunanji viri
- Polybius's The History